# Sydkorea i olympiska vinterspelen 1998
Sydkorea deltog med 37 deltagare vid de olympiska vinterspelen 1998 i Nagano. Totalt vann de tre guldmedaljer, en silvermedalj och två bronsmedaljer.

## Medaljer

### Guld
- Dong-Sung Kim - Short track, 1 000 meter.
- Lee-kyung Chun - Short track, 1 000 meter.
- Lee-kyung Chun, Hye-Kyung Wang, Sang-Mi An och Yoon-Mi Kim - Short track, Stafett 3 000 meter.

### Silver
- Ji-Hoon Chae, Jun-Hwan Lee, Ho-Eung Lee och Dong-Sung Kim - Short track, Stafett 5 000 meter.

### Brons
- Lee-kyung Chun - Short track, 500 meter.
- Hye-Kyung Wang - Short track, 1 000 meter.